# Fundu Tutovei, Bacău
Fundu Tutovei este un sat în comuna Plopana din județul Bacău, Moldova, România.